# The Red Apple
The Red Apple è un grattacielo residenziale di 40 piani e alto 124 metri situato sull'isola Wijnhaven a Rotterdam, nei Paesi Bassi.

## Descrizione
Progettato da KCAP Architects & Planners e da Jan des Bouvrie, presenta 121 unità abitative e un parcheggio multipiano da 338 posti. È l'ottavo edificio più alto di Rotterdam. 
Il Kopblok è un edificio alto 53 metri con 79 appartamenti e uffici supplementari, che è costruito adiacente al grattacielo. Il piano terra ospitaper negozi e ristoranti.